# Nathalie Lambert
Nathalie Lambert (Montréal, 1º dicembre 1963) è un'ex pattinatrice di short track canadese.

## Palmarès

### Olimpiadi
- Oro a Albertville 1992 nella staffetta 3000 metri.
- Argento a Lillehammer 1994 nei 1000 metri.
- Argento a Lillehammer 1994 nella staffetta 3000 metri.

### Mondiali
- Oro a Chamonix 1986 nella staffetta 3000 metri.
- Oro a Montréal 1987 nella staffetta 3000 metri.
- Oro a St. Louis 1988 nella staffetta 3000 metri.
- Oro a Solihull 1989 nella staffetta 3000 metri.
- Oro a Amsterdam 1990 nella staffetta 3000 metri.
- Oro a Sydney 1991 nei 1500 metri.
- Oro a Sydney 1991 nei 1000 metri.
- Oro a Sydney 1991 nei 3000 metri.
- Oro a Sydney 1991 nel programma generale.
- Oro a Sydney 1991 nella staffetta 3000 metri.
- Oro a Denver 1992 nella staffetta 3000 metri.
- Oro a Pechino 1993 nel programma generale.
- Oro a Pechino 1993 nella staffetta 3000 metri.
- Oro a Guildford 1994 nel programma generale.
- Oro a Guildford 1994 nella staffetta 3000 metri.
- Oro a Nagano 1997 nella staffetta 3000 metri.
- Argento a Chamonix 1986 nel programma generale.
- Argento a Montréal 1987 nel programma generale.
- Bronzo a Peterborough 1984 nel programma generale.
- Bronzo a Amsterdam 1985 nel programma generale.